# Vojna psihologija
Vojna psihologija je grana primijenjene psihologije koja istražuje psihologijske probleme u vojsci i ratovanju, i bavi se primjenom psihologijskih spoznaja, metoda i tehnika u tim područjima. 

## Primjena
Osobito se bavi proučavanjem i praćenjem čimbenika psihičke bojne spremnosti, selekcijom i klasifikacijom vojnog osoblja, vojnopsihologijskom izobrazbom i pripravom vojnika, dočasnika i časnika za bojna djelovanja i vojnički život, psihičkom prevencijom, potporom i skrbi, pojedinačnim radom i savjetovanjem s vojnim osobama potrebitim psihološke pomoći, problematikom psihološkog rata, razvojačenjem (demobilizacijom) zbog psihičkih tegoba, psihologijskim problemima izradbe novog oružja i opreme, ali i mnogim drugim važnim područjima." (Pavlina, Komar, Knezović i Filjak, 2000)